# Flurin Spescha
Flurin Spescha (* 24. August 1958 in Domat/Ems; † 18. Oktober 2000 in Zürich) wurde als Sohn des Schriftstellers Hendri Spescha (1928–1982) geboren und war ein Schweizer Schriftsteller und Publizist, der in deutscher und rätoromanischer Sprache schrieb.

## Leben
Spescha besuchte die Bündner Kantonsschule in Chur. Danach lebte er einige Jahre in den Vereinigten Staaten und Kanada. Zwischen 1979 und 1985 studierte er Romanistik und Literaturkritik an der Universität Zürich, anschließend arbeitete er als freischaffender Journalist, Schriftsteller und Übersetzer.
Spescha engagierte sich für die Einheitssprache Rumantsch Grischun. 1990 war er Mitbegründer der rätoromanischen Literaturtage „Dis da litteratura a Domat“. Zwischen 1991 und 1995 war er Präsident des rätoromanischen Schriftstellerverbandes „Uniun da scripturas e scripturs rumantschs“. 1993 erschien sein Werk Fieu e flomma (Feuer und Flamme). Es war der erste Roman in Rumantsch Grischun überhaupt. Von 1994 bis 1999 war er Öffentlichkeitsbeauftragter des Zürcher Stadtpräsidenten.
Im Herbst 2000 verheiratete er sich mit der Künstlerin Regula Esposito – wenige Wochen später starb er überraschend.
Er fand auf dem Friedhof Sihlfeld seine letzte Ruhestätte.
Sein Nachlass wurde 2017 vom Schweizerischen Literaturarchiv erworben.

## Werke
- Und sei’s nur ein Traum. Gedichte. babayaga, Zürich 1981.
- Quasi diesch poesias. Eigenverlag, 1983.
- Das Gewicht der Hügel. Roman. Nagel & Kimche, Zürich 1986.
- Fieu e flomma. Roman. Octopus, Chur 1993
- Gaudenz. Ein romanisch-deutsches Spiel in drei Bildern. edescha, Zürich 1995.
- Ceremonies. Kurzgeschichten in englischer Übersetzung. edescha, Zürich 1996.
- Wir müssen laut hoffen. 1.-August-Rede in Sils Maria. edescha, Zürich 1997.
- Der zwölfte Tag danach. Geschichten. Pendo, Zürich 1998.
- Wie wärs mit etwas Meer? (Mit Biografie und Bibliographie). Pendo, Zürich/München 2002.[5]

## Auszeichnungen und Ehrungen
- 1986: Werkbeitrag des Kantons Zürich
- 1993: Hermann-Ganz-Preis des Schweizerischen Schriftsteller-Verbandes
- 1997: Rätoromanischer Literaturpreis Premi term bel